# Zelotes argoliensis
Zelotes argoliensis este o specie de păianjeni din genul Zelotes, familia Gnaphosidae. A fost descrisă pentru prima dată de C. L. Koch, 1839.
Este endemică în Grecia. Conform Catalogue of Life specia Zelotes argoliensis nu are subspecii cunoscute.